# Bagh-e Olja
Bagh-e Olja – wieś w Iranie, w ostanie Azerbejdżan Zachodni, w szahrestanie Szahin Deż. W 2006 roku liczyła 165 mieszkańców.